# 擬宝珠反
擬宝珠反（ぎぼしぞり）は相撲の決まり手、反り手である。樋渡雋次郎著の書籍『相撲』（1923年）らに掲載されている。日本相撲協会制定の公式の決まり手に入ったことはない。

## 概要
右四つまたは双上手から両手で相手のまわしを引いて、頭を相手の左腋下に入れて、右脚で外掛けにいき、右手で相手の体を押え、左手で相手の体を上げるようにして反り返る決まり手。
または右四つから頭を右腋下に入れて、左手で相手の右肘を堅く握り、右差し手で相手のまわしを引いて右足を相手の左足の外に平行において右膝で相手の左膝を押え、右手で相手の体を持ち上げるようにして斜め後ろに反りかえる決まり手。
擬宝珠は日本の伝統的な建築物につけられた飾りのことである。
書籍『日本相撲伝』（1902年）に掲載された擬帽子反（ぎぼしぞり）とは異なる技である。